# 4-ニトロフェノール
4-ニトロフェノール (4-nitrophenol) はニトロ基を有するフェノール化合物であり、別名としてp-ニトロフェノール、4-ヒドロキシニトロベンゼンとも呼ばれる。CAS登録番号 100-02-7、化審法3-777。PRTR第1種239。分子式 C6H5NO3。

## 物性
分子量139.11、沸点279°C、融点113–114°C、蒸気圧9.79 × 10−5mmHg (20°C)、分配係数 (LogPow) 1.91（測定値）、水溶性10g/L (15°C), 11.6g/L (20°C), 16g/L (25°C)。
結晶多形が見られ、通常はα形、β形の混合物である。α形は無色柱状晶、室温で不安定、光に対して安定である。β形は黄色柱状晶、室温で安定、光にあたると徐々に赤色に変じる。
解離定数 pKa は7.08 (22°C) で、遊離形はほとんど無色からわずかに黄色を示すが、フェノール塩は鮮やかな黄色を示しpH指示薬として利用される。

## 用途
環境中では好気的分解性は良好ではないと考えられている。生物濃縮性は無いあるいは低いと考えられている。4-ニトロフェノールの日本国内製造量は約100トンである（平成13年推定値）。おもにフェネチジンおよびアセトフェネチジンの製造および指示薬、殺菌剤原料として利用される。
ペプチド合成などではカルボン酸 4-ニトロフェノールエステルが活性エステルとして利用され、アミド体などの前駆体として利用される場合もある。

## 毒性
目、皮膚、気道を刺激し、目・皮膚の赤発、痛み、咳、咽頭痛を生ずることがある。遅発的に血液に影響してメトヘモグロビンを生成し（メトヘモグロビン血症）チアノーゼ、錯乱、意識喪失が現れることがある。経口摂取により腹痛・嘔吐が見られる。長期間の接触により皮膚に対してアレルギー感作が疑われる。遺伝毒性・発がん性は知られていない。
半数致死量 LD50 はマウス p.o. 282mg/kg、ラット p.o. 202mg/kg。